# SN 2006kq
SN 2006kq – supernowa typu Ia odkryta 2 października 2006 roku w galaktyce A211536-0019. W momencie odkrycia miała maksymalną jasność 22,80m.